# 表現の自由党
表現の自由党（ひょうげんのじゆうとう）は、平成初期に活動した、日本の政治団体。略称は「表自」。

## 概要
1992年（平成4年）の第16回参議院議員通常選挙で候補者を擁立した、いわゆるミニ政党の1つである。代表は一瀬晴子。1992年6月24日に政治団体の届出を行い、事務所を東京都新宿区に置いた。代表の一瀬が比例区で、9人が選挙区（東京、愛知、大阪各3人）で立候補した。
「ワイセツ罪」が存在することで国内の芸術・文化・表現の自由が規制される、「“人類全部が犯罪者となる”」などとして、これを撤廃すべきである、というのが表現の自由党の主張の核心と見られる。それに加え国際連合平和維持活動（PKO）に反対し、「世界で1つしかない日本国憲法第九条 こんな大事な憲法を、すててはいけない！」として護憲の立場も示している。
選挙結果は、比例区では全国で19,332票（得票率0.04％、全38政党中31位）に留まり、選挙区でも当選圏に遠く及ばず、1議席も得ることができなかった。
この選挙以後においては、表現の自由党の目立った活動は見られない。なお、1995年（平成7年）の第17回参議院議員通常選挙には、名称が類似している「自由と表現」という政治団体が選挙区で10人の候補を立てた。しかし、代表の西山剛をはじめとするほとんどの候補は雑民党での立候補経験を持ち、かつての「表現の自由党」候補者は1人として含まれていない。また主張内容も、表現の自由を求める、という1点を除くと、その動機・表現が大きく異なる。そのため、「自由と表現」は「表現の自由党」とは無関係と考えられる。